# Metaverpulus laevis
Metaverpulus laevis is een hooiwagen uit de familie Sclerosomatidae.